# جيريمي هامل
جيريمي هامل (بالإنجليزية: Jeremy Hummel)‏ هو كاتب أغاني وكاتب وموسيقي أمريكي، ولد في 8 ديسمبر 1973.